# Mike Faist
Michael David Faist (Gahanna, Ohio, 5 de enero de 1992) es un actor estadounidense. Alumno de la American Musical and Dramatic Academy, Faist recibió un Grammy y un Premio Daytime Emmy, y tiene nominaciones a un Tony y un BAFTA.
Faist comenzó su carrera actoral en 2011 con el papel original de Morris Delancey en Newsies de Disney, apareciendo en su producción de Broadway (2012-2013). Continuó apareciendo en varias películas independientes, series de televisión y protagonizó producciones Off-Broadway antes de su gran avance con el papel de Connor Murphy en el musical de Broadway Dear Evan Hansen (2015-2018), por el que fue nominado al premio Tony al mejor actor de reparto en un musical y ganó el premio Grammy al mejor álbum de teatro musical y el premio Daytime Emmy a la interpretación musical destacada en un programa diurno.
En 2021, Faist protagonizó la serie Panic y tuvo su primer papel importante en una película como Riff, el líder de los Jets, en West Side Story de Steven Spielberg, por la que recibió elogios de la crítica y una nominación al premio BAFTA al mejor actor de reparto. En 2023, interpretó a Jack Twist en una producción teatral de West End de Brokeback Mountain. En 2024, se unió junto a Zendaya y Josh O'Connor en la película Challengers de Luca Guadagnino.

## Primeros años y educación
Michael David Faist nació el 5 de enero de 1992 en Gahanna, Ohio, y fue adoptado por sus padres, Julia y Kurt Faist. La familia es propietaria de un negocio inmobiliario. Cuando era niño, Faist se dio cuenta de que quería seguir una carrera en las artes escénicas. Se sintió atraído por el baile después de ver a Gene Kelly y Fred Astaire en viejas películas de MGM, especialmente a Kelly en Cantando bajo la lluvia. "Solo por la forma en que actuó y se movió, pudo contar una historia a través del movimiento", dijo Faist. A la edad de 5 años, presionó a sus padres para que lo inscribieran en clases de baile y comenzó a audicionar para teatro comunitario y teatro infantil. En una producción de The Wizard of Oz del Columbus Children's Theatre, interpretó a uno de los Lollipop Guild, y luego se unió al elenco de Oliver! y Alicia en el país de las maravillas. Faist se enamoró de la actuación mientras asistía a la compañía The Academy of Performing Arts (TAPA) en Columbus, Ohio y mientras estaba en Gahanna Lincoln High School actuó en varias producciones, como Danny Zuko en Grease y Simon en Jesus Christ Superstar. A la edad de 17 años, Faist conoció a su madre biológica y su familia, que en su mayoría son pilotos de profesión. El mayor de sus dos medios hermanos le enseñó a volar. Faist ha obtenido desde entonces su licencia de piloto.
En 2009, se graduó de la preparatoria y se mudó a New York para perseguir una carrera en el escenario. Allí se inscribió en la American Musical and Dramatic Academy pero la abandonó luego de dos semestres. Mientras audicionaba para obras Off-Broadway, empezó a vender entradas en Times Square. En su primer trabajo como actor profesional en White Christmas, coleccionaba estampillas y ganaba $150 por semana, viviendo en el parqueo trasero de un McDonald's.

## Carrera

### 2011-2014
Faist comenzó su carrera como actor en 2011, originando el papel de Morris Delancey, un matón y secuaz del editor Joseph Pulitzer, en el estreno regional de Newsie en el Paper Mill Playhouse. Cuando el musical se transfirió a Broadway, asumió el papel principal de Jack Kelly, un vendedor de periódicos que lidera a sus colegas en una huelga contra el editor, además de sus otros papeles. Faist tuvo que interpretar alternativamente los papeles en rápida sucesión durante el número de apertura. "Tienes que asegurarte de que estás calentado vocal y físicamente y mentalmente preparado", dijo Faist sobre las demandas de su doble papel, pero agregó: "No es difícil divertirse en Newsies, sobre el levantamiento de hijos, una nueva generación que viene a tomar el relevo de la vieja". Newsies se estrenó con elogios de la crítica y fue nominada a Mejor Musical en la 66.ª edición de los Premios Tony.  En 2012, hizo su debut cinematográfico en el drama coming-of-age The Unspeakable Act. La película independiente recibió críticas positivas.
Faist interpretó a Rhys Thurston en la obra de Branden Jacobs-Jenkins Appropriate Off-Broadway en 2014, que obtuvo elogios de la crítica del crítico de teatro en jefe Ben Brantley de The New York Times. En 2015, apareció como Skip en el cortometraje Yellow, un paciente de la sala psiquiátrica en Touched with Fire, y Gordie Joiner en The Grief of Others, que recibió críticas generalmente positivas. También participó en un piloto no emitido de la serie Eye Candy como Olsen y coprotagonizó como el tutor Aleksei Belyaev junto a Peter Dinklage en una producción Off-Broadway de Un mes en el campo.
En agosto de 2015, interpretó el papel de Connor Murphy en el exitoso musical Dear Evan Hansen, interpretando el papel del drogadicto desde el taller hasta su traslado a Broadway en 2016. El musical recibió elogios de la crítica y le valió a Faist una nominación al premio Tony al mejor actor de reparto en un musical. Junto con los miembros de su elenco, también ganó el Premio Grammy al mejor álbum de teatro musical y el Premio Daytime Emmy a la Interpretación Musical Sobresaliente en un Programa Diurno por su interpretación de You Will Be Found en The Today Show. Sobre su proceso para desarrollar su personaje, un estudiante de secundaria suicida, Faist dijo que "leía historias de sobrevivientes reales en un sitio web, livethroughthis.org. Me di cuenta de que parece haber una falta general de amor propio y empatía en nuestra sociedad. Espero que cuando la gente vea el programa, diga: 'Oh, soy amado. Soy exactamente quien soy, y soy suficiente'". Junto con los miembros del reparto Ben Levi Ross y Mallory Bechtel, Faist prestó su voz para la versión en audiolibro de Dear Evan Hansen: The Novel de Val Emmich, una adaptación en libro del musical estrenada en octubre de 2018.
Los dos años siguientes, Faist continuó apareciendo en pequeñas películas independientes como Our Time, I Can I Will I Did y Active Adults. También apareció en Law & Order Special Victims Unit en un episodio de 2017 como Glenn Lawrence. En octubre de 2017, enseñó ejercicios de improvisación y actuación en un taller de teatro musical de Broadway y también realizó una clase magistral de técnica de audición e interpretación de canciones. Enseñó la misma clase en Montreal ese noviembre.
En 2018, apareció en un episodio de Deception y protagonizó la producción de Second Stage Theatre de Days of Rage como Spence, un joven conflictivo y apasionado dividido entre causas y mujeres. También apareció en la película de terror y fantasía Wildling junto a Bel Powley. Se estrenó en South by Southwest con críticas mixtas. En 2020, interpretó un papel protagónico como Arthur en el pequeño drama independiente The Atlantic City Story.

### 2021-presente
En 2021, Faist coprotagonizó como Dodge Mason en el thriller dramático para adolescentes de Amazon Panic. The New York Times habló de Faist y lo describió como alto y larguirucho, lo que lo convierte en una figura bastante llamativa en la serie: "Con un carisma esbelto y una estructura ósea que parece haber sido esculpida con una guadaña, el actor fácilmente podría haberse embarcado en Pánico. Pero su sensibilidad se acerca más a la de protagonistas tan atípicos como Adam Driver, y moderniza una pieza potencialmente versátil.” A pesar de recibir reseñas positivas de los críticos, la serie fue cancelada después de una temporada. Faist recibió una nominación por su trabajo de la Critics Choice Association en la categoría Mejor actor en una serie de acción en los 2nd Critics' Choice Super Awards.
Más tarde ese año, tuvo su primer papel importante en una película en la adaptación cinematográfica de Steven Spielberg West Side Story como Riff, el mejor amigo de Tony y líder de la pandilla Jets. La película fue un éxito de crítica y algunos críticos la consideraron superior a la película de 1961. Su actuación obtuvo elogios universales de la crítica. The Washington Post considera su interpretación magnética como "destacada" de West Side Story, como escribió su crítica de cine principal Ann Hornaday: "La revelación en esta producción, sin embargo, es Mike Faist, que no solo es un cantante y bailarín talentoso, sino interpreta al líder de la pandilla de los Jets, Riff, con la combinación justa de resentimiento puntiagudo, ira despreocupada y gracia despreocupada.". El crítico Pete Hammond de Deadline estuvo de acuerdo y escribió: "Pero la verdadera revelación de este elenco es Faist, un nominado al Tony por Dear Evan Hansen, que aparece y explota como Riff. Con esta actuación estamos viendo el nacimiento de una verdadera estrella, el tipo de actor del que no puedes apartar la mirada. De hecho, sentí una clara sensación de pérdida una vez que él está fuera de escena. Es fascinante." Sobre su colaboración con Faist, el guionista Tony Kushner dice: "Realmente quiere pensar en economía, política, psicología y psicotecnología, y se alimenta a sí mismo con una especie de agudeza y precisión que creo que es la marca de un gran actor". Para crear una nueva versión del icónico líder de los Jets, Faist se inspiró en un libro de fotografías de Bruce Davidson de 1959 titulado Brooklyn Gang. "Miras esas fotos y ves a estas personas, el nihilismo que existe, su incapacidad para ver el mañana pasado, o incluso el presente. Hay algo deprimente al respecto, también carnal, salvaje y primitivo", explicó Faist. Por su actuación, Faist recibió una nominación a Mejor Actor en un Papel Secundario en la 75.ª edición de los Premios de Cine de la Academia Británica .
Faist hizo su debut en el West End en la adaptación teatral de Brokeback Mountain como Jack Twist en mayo de 2023.

#### Próximos proyectos
Faist tiene tres próximos proyectos. En febrero de 2022, se anunció que se uniría a Zendaya y Josh O'Connor para protagonizar Challengers de Luca Guadagnino como Art, un famoso tenista que se enfrenta a su rival. Faist también interpretará al fotógrafo Danny Lyon en The Bikeriders, de Jeff Nichols, junto a Austin Butler, Jodie Comer y Tom Hardy.

### Trabajo como escritor
Faist escribe cuentos y ha declarado que es importante que un actor escriba para comprender los guiones. Ayudó a establecer un festival de dramaturgos, Ohio Artists Gathering, que describió como "un festival de teatro de una semana que reúne a artistas de Nueva York y Los Ángeles y los integra con actores, escritores y directores locales". El primer festival se llevó a cabo en Columbus, Ohio en 2018.

## Filmografía

### Películas
| Año  | Título                              | Papel                         | Notas        |
| ---- | ----------------------------------- | ----------------------------- | ------------ |
| 2012 | The Unspeakable Act                 | Tony                          |              |
| 2015 | Yellow                              | Skip                          | Cortometraje |
| 2015 | Touched with Fire                   | Additional Psych Ward Patient |              |
| 2015 | The Grief of Others                 | Gordie Joiner                 |              |
| 2016 | Our Time                            | Benny                         |              |
| 2017 | I Can I Will I Did                  | Ben                           |              |
| 2017 | Active Adults                       | Teenage Boy                   |              |
| 2018 | Wildling                            | Lawrence                      |              |
| 2020 | The Atlantic City Story             | Arthur                        |              |
| 2021 | West Side Story                     | Riff                          |              |
| 2022 | Pinball: The Man Who Saved the Game | Roger                         |              |
| 2024 | Challengers                         | Art Donaldson                 |              |
| 2024 | The Bikeriders                      | Danny Lyon                    |              |

### Televisión
| Año  | Título                            | Papel             | Notas                              |
| ---- | --------------------------------- | ----------------- | ---------------------------------- |
| 2012 | Dancing with the Stars            | Él mismo          | Invitado                           |
| 2015 | Eye Candy                         | Olsen             | Episodio: "Unaired Original Pilot" |
| 2017 | Law & Order: Special Victims Unit | Glenn Lawrence    | Episodio: "Complicated"            |
| 2018 | Deception                         | Ben "Mekka" Evans | Episodio: "Masking"                |
| 2021 | Panic                             | Dodge Mason       | Protagonista                       |

### Teatro
| Año       | Título             | Papel                                 | Locación                         | Notas        |
| --------- | ------------------ | ------------------------------------- | -------------------------------- | ------------ |
| 2011      | Newsies            | Morris Delancey/Jack Kelly            | Paper Mill Playhouse             | Regional     |
| 2012–2013 | Newsies            | Morris Delancey/Jack Kelly            | Nederlander Theatre              | Broadway     |
| 2014      | Appropriate        | Rhys Thurston                         | Pershing Square Signature Center | Off-Broadway |
| 2015      | Un mes en el campo | Aleksei Belyaev                       | Classic Stage Company            | Off-Broadway |
| 2015      | Dear Evan Hansen   | Connor Murphy                         | Arena Stage                      | Regional     |
| 2015      | Alice by Heart     | White Rabbit/Alfred Hallam/March Hare | MCC Theater                      | Workshop     |
| 2016      | Dear Evan Hansen   | Connor Murphy                         | Second Stage Theater             | Off-Broadway |
| 2016–2018 | Dear Evan Hansen   | Connor Murphy                         | Music Box Theatre                | Broadway     |
| 2018      | Days of Rage       | Spence                                | Second Stage Theater             | Off-Broadway |
| 2023      | Brokeback Mountain | Jack Twist                            | @sohoplace                       | West End     |